# Pëtr Vasil'evič Mjatlev
Pëtr Vasilievič Myatlev (in russo Пётр Васильевич Мятлев?; 13 dicembre 1756 – 15 febbraio 1833) è stato un nobile russo.

## Biografia
Era il figlio del governatore siberiano Vasilij Alekseevič Mjatlev (1694-1761), e della sua seconda moglie, Praskòv'ja Daškova (1726-1782).

## Carriera
All'età di 5 anni divenne un sergente del reggimento Semenov. A 24 anni era già capitano delle guardie, e gli fu concesso il titolo di Bedchamber. Nel 1783 entrò a far parte del comitato per il controllo dei vari spettacoli e musica, nel 1786 divenne consigliere del Consiglio, nel 1794 ha diretto la Banca nazionale. Successivamente venne promosso a senatore con il grado di consigliere privato. Con Paolo I è stato anche un membro del Comitato per il rimborso del debito pubblico.
Dopo la morte di Paolo, si affrettò a consegnare le dimissioni. All'inizio del XIX secolo, viaggiò in Europa.

## Matrimonio
Sposò, nel 1795, Praskòv'ja Ivanovna (1772-1859), figlia maggiore del maresciallo Ivan Petrovič Saltykov e di sua moglie Dar'ja Petrovna. Ebbero cinque figli:
- Ivan Petrovič (1796-1844);
- Peter Petrovič (1799-1827);
- Ekaterina Petrovna (1800-1821), sposò Vasilij Vasil'evič Levašov, ebbero una figlia;
- Sofia Petrovna, sposò Aleksander Pavlovič Galachova;
- Barbara Petrovna, sposò Il'ja Gavrilovič Bibikov, ebbero due figli.